# Joana Verde
Joana Verde é uma jovem actriz portuguesa, participou em séries e novelas televisivas. Trabalhou também em cinema na curta-metragem Vampiro de Carlos Conceição e na longa-metragem Animal de Roselyne Bosch.

## Trabalhos em Televisão
- 2004 - Queridas Feras - Duda
- 2003 - Morangos com Açúcar - Carmo